# Zeptosecondo
Lo zeptosecondo rappresenta 10−21 parti di un secondo. Ha come simbolo zs. Uno zs corrisponde a un millesimo di trilionesimo di secondo.
- tempo inferiore: yoctosecondo
- 17 zeptosecondi – tempo della radiazione elettromagnetica tra i raggi gamma e i raggi X
- 300 zeptosecondi - tempo del ciclo dei raggi X banda tra i Raggi X forti e deboli
- In uno zs la luce percorre esattamente 0,299792458 picometri nel vuoto
- tempo superiore: attosecondo